# Pseudoscopas curticerci
Pseudoscopas curticerci är en insektsart som beskrevs av Ronderos 1987. Pseudoscopas curticerci ingår i släktet Pseudoscopas och familjen gräshoppor. Inga underarter finns listade i Catalogue of Life.